# Bettina

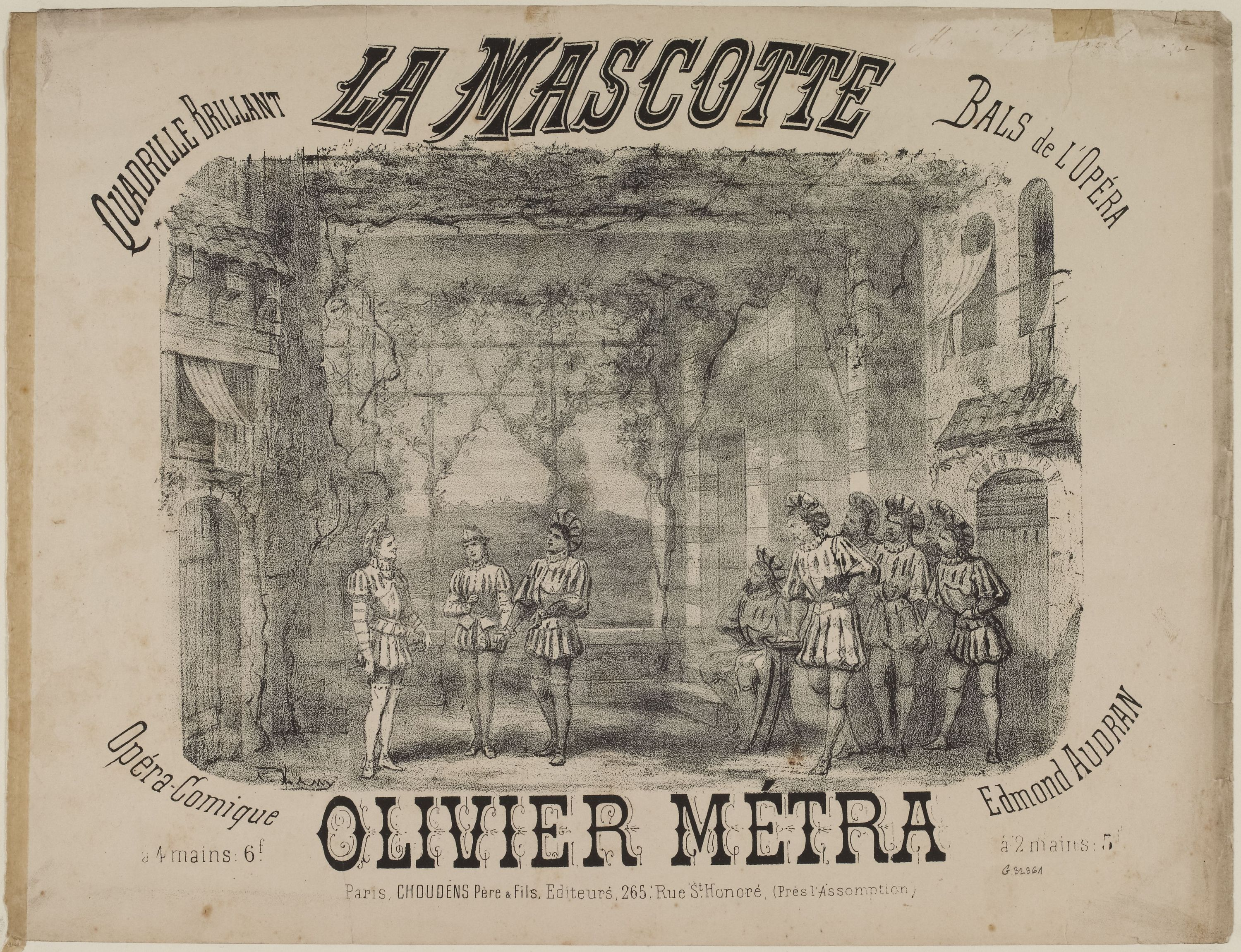
Afisz teatralny

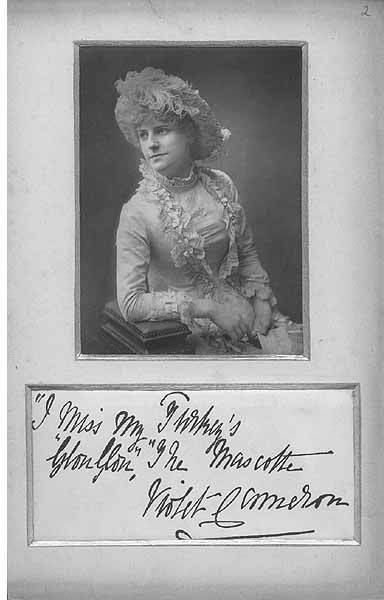
Violet Cameron w roli Bettiny.

Bettina czyli dziewczę szczęścia (także Maskota czyli dziewczę szczęścia fr. La Mascotte) – opera komiczna Edmonda Audrana w trzech aktach. Libretto napisali Alfred Duru and Henri Chivot. Prapremiera odbyła się w Paryżu 29 grudnia 1880.

## Fabuła

### Akt I
Tytułową bohaterką jest dziewczyna, która ma magiczną właściwość, że przynosi szczęście każdemu, kto ma z nią styczność. Ta moc trwać będzie jednak jedynie tak długo, jak długo Bettina pozostanie czysta i cnotliwa. Początkowo Bettina pracuje w gospodarstwie farmera Rocco, jako opiekunka indyków. Informacja o jej cudownych mocach dociera jednak do władcy księstwa Piombino - Laurenta XVII, który od dawna już borykał się z kumulacją pechowych zdarzeń. Laurent, chcąc pozyskać Bettinę na swój dwór, wymyśla historię, że jest ona zaginioną arystokratką. 

### Akt II
Gdy Bettina zamieszkuje na dworze, Laurentowi zaczyna powodzić się coraz lepiej. Dba on bardzo o swoją maskotkę i o to, by nie straciła ona swych magicznych mocy. Tymczasem zakochany w Bettinie pasterz Pippo czyni starania, by odnaleźć swoją ukochaną. Gdy zakochuje się w nim córka Laurenta (Fiametta) - ojciec jest bardzo przychylny temu związkowi, gdyż odsuwa w ten sposób niebezpieczeństwo od cnoty Bettiny. Rodzi to z kolei gniew narzeczonego Fiametty (Fritelliniego). Sytuacja robi się niebezpieczna, więc Pippo i Bettina uciekają razem przez okno.

### Akt III
Los odwrócił się od Laurenta: przegrywa wojnę z Fritellinim i zmuszony jest wraz z córką uciekać z zamku w przebraniu włóczęgów. Trafiają wprost na uroczystość zaślubin Bettiny i Pippo, którego los również się przy dziewczynie poprawił i z prostego pasterza stał się kapitanem w służbie Fritelliniego. Pippo dowiaduje się, że konsumując małżeństwo straci zarazem przychylność losu, jednak miłość zwycięża i decyduje się i tak poślubić Bettinę. Laurent i Fiametta zostają zdemaskowani, lecz ponieważ Fiametta w łachmanach wygląda wciąż uroczo - Fritellini zakochuje się w niej na nowo. Wojna się kończy i panuje powszechna radość.

## Ekranizacja
- La mascotte (1935, reż. Léon Mathot)[1]